# Szabó Ferenc (fizikus)
Szabó Ferenc (Gyoma, 1926. március 10. – Budapest, 2002. július 13.) kétszeres állami díjas magyar reaktorfizikus, villamosmérnök, a műszaki tudományok doktora, a Magyar Tudományos Akadémia rendes tagja. A magyarországi nukleáris energetika fejlesztésének, a szükséges kutatási háttér megteremtésének egyik vezéralakja volt. Az MTA Központi Fizikai Kutatóintézet szervezeti keretein belül az 1960-as–1970-es években ő irányította az elméleti és gyakorlati atomreaktor-kutatásokat, kutatóreaktorok tervezési és építési munkálatait. Villamosmérnökként részt vett az 1986-os Vega űrszondák fedélzeti berendezéseinek fejlesztésében. 1978 és 1989 között az MTA Központi Fizikai Kutatóintézetének főigazgatói tisztét töltötte be.

## Életútja
Édesapja id. Szabó Ferenc, a Kner Nyomda betűszedőmestere, édesanyja Bíró Emília volt. Középiskolai tanulmányait a békéscsabai felsőkereskedelmi iskolában végezte. 1944-től a József Nádor Műszaki és Gazdaságtudományi Egyetem közgazdasági karának hallgatója volt, majd 1945-től a műegyetem villamosmérnöki karán folytatta tanulmányait. Egerváry Jenő meghívására már elsőéves korától a matematikai tanszék gyakornoka volt, emellett részt vett a népi kollégiumi mozgalomban, idővel a Bánki Donát Népi Kollégium vezetője lett. Villamosmérnöki oklevelét 1950-ben szerezte meg.
1950–1951-ben az MTA Központi Fizikai Kutatóintézetében (KFKI) gyakornokoskodott, majd 1951-től 1953-ig akadémiai aspirantúráját töltötte az Egyesült Izzólámpa és Villamossági Rt. laboratóriumában. 1953 és 1957 között a minisztertanács titkárságán az ipari osztály helyettes vezetője és akadémiai referens volt, feladata a kormányzat műszaki–energetikai stratégiájához való hozzájárulás volt. E minőségében ösztönözte az Országos Atomenergia Bizottság felállítását, amelynek 1956–1957-ben első titkára volt. 1957-ben visszatért a KFKI-hez, és megkezdte a kutatómunkát, először mint a Csillebércen működő kutatóreaktor üzemvezető-helyettese, 1960-ban rövid ideig mint a reaktorfizikai osztály vezetője, majd 1960-tól 1972-ig mint az atomenergiai tudományos főosztály vezetője. 1972-ben a korábbi főosztályából szervezőmunkája eredményeként önálló szervezeti egységgé vált MTA KFKI Atomenergia Kutatóintézetének igazgatójává nevezték ki, egyszersmind a KFKI igazgatóhelyettese volt. 1978-tól 1989-es nyugdíjazásáig a KFKI főigazgatói tisztségét töltötte be, egyidejűleg 1977-től címzetes egyetemi tanárként előadásokat tartott a Budapesti Műszaki Egyetemen (BME).
1978. október 2. és 1985. március 10. között a MSZMP Budapesti Végrehajtó Bizottságának tagja volt.

## Munkássága
Pályája kezdetén, az 1950-es évek első felében lumineszcens porok dielektromos tulajdonságainak vizsgálatával foglalkozott az Egyesült Izzónál. Később érdeklődése az atomenergetika kérdései felé irányult, s a magyarországi reaktorkutatások úttörő alakjaként a téma fizikai és műszaki kérdéseivel egyaránt behatóan foglalkozott. Az MTA Központi Fizikai Kutatóintézetében osztályvezetőként, igazgatóként, majd főigazgatóként elsősorban az egyes munkaközösségek irányításáért volt felelős, feladata az elérendő célok és az ahhoz vezető utak kitűzése, tudományos módszereinek meghatározása volt.
Az 1950-es évek végétől részt vett a KFKI VVRSz típusú nyomottvizes kutatóreaktorának üzembe helyezési munkálataiban, amely a keleti blokk leggazdaságosabb neutronforrásaként kiemelt jelentőségű reaktorcentrummá tette Magyarországot. E munka kapcsán szervezte meg 1960-ban kutatócsoportját, amelynek első tudományos feladatául a könnyűvizes termikus reaktorok fizikai vizsgálatát jelölte ki, megtervezték és felépítették a KFKI első neutronerősítő szubkritikus reaktorát (SR–1). Ezt követően vágott bele Szabó és munkacsoportja a kritikus reaktorok vagy zéróreaktorok (ZR) fejlesztésébe, amelyek kisebb, legfeljebb 10 wattos teljesítménnyel is alkalmasak az erőművi teljesítmény fizikai–műszaki jelenségeinek és folyamatainak a modellezésére. A tervezés során felmerülő problémák megoldására Szabó tökéletesítette a kritikus rendszereken végzett mérési eljárásokat, illetve mérőberendezéseket, valamint kidolgozta az egyes mérési eredmények, például a neutronok térbeli és energetikai eloszlásának értelmezésére alkalmas reaktordiagnosztikai módszereket. A nevéhez fűződik a termikus reaktorok organikus moderátorai és hűtőközegei által elnyelt dózisok mérésére szolgáló, az aktív zónát monitorozó ún. in-core doziméter kifejlesztése, a sugárvédelmi szempontból jelentős üreghatás és hőmérsékleti reaktivitás tanulmányozása. Több éven át tartó munkájuk eredményeként egy teljes sorozat, más és más fizikai folyamatok modellezésére alkalmas, s egyre fejlettebb zéróreaktort építettek fel (ZR–1, 1961; ZR–2, 1963; ZR–3, 1965–1967; ZR–4, 1966; ZR–5, 1970).
Ennek is köszönhető, hogy miután a Szovjetunióban megterveztek egy VVER típusú 1000 MW-os (VVER–1000) energetikai reaktort, üzembe helyezése előtt annak reaktorfizikai vizsgálatára a Szabó által vezetett budapesti kutatócsoportot kérték fel. A vizsgálatok elvégzéséhez Szabó irányításával 1972 novemberére felépült Budapesten a ZR–6-os zéróreaktor, amely alkalmasnak bizonyult a kitűzött munka elvégzésére. A ZR–6-os reaktort az elkövetkező években kibővítették egy nagy nyomású vízkeringető hurokkal, valamint R–10-es irányítórendszerrel, így a budapesti zéróreaktor az elméleti és kísérleti reaktorfizikai, sugárbiológiai vizsgálatok mellett a termohidraulikai, vízkémiai, irányításelméleti és méréstechnikai kutatások elvégzésére egyaránt alkalmassá vált. A zéróreaktorok műszaki tervezésével kapcsolatos eredményeiket használták fel a Budapesti Műszaki Egyetem tanreaktorának létrehozásakor is, s modellező kutatásaikkal jelentősen hozzájárultak a paksi atomerőmű 3-as és 4-es reaktorblokkjainak, valamint az erőmű nukleáris környezetellenőrző és sugárvédelmi rendszerének tervezéséhez és létrehozásához.
Az 1980-as évek elejétől tagja volt annak a magyar mérnökcsoportnak, amelynek célja a nemzetközi Vénusz–Halley (Vega) program keretében a Halley-üstökös megfigyelésére alkalmas, nagy megbízhatóságú űrszondák fejlesztése volt. A magyarok feladata a fedélzeti televíziós rendszer, a kozmikussugárzás-mérő, a napszél-analizátor és az adatgyűjtő berendezés megtervezése volt. Szabó és Szegő Károly vezetésével mintegy négyszáz tudós dolgozott a KFKI-ben és a BME-n a tervek valóra váltásán, amelyet a Vega–1 és Vega–2 űrszondák sikeres 1986. márciusi missziója koronázott meg.
Publikációs tevékenysége kevésbé számottevő. A Fizikai Szemle szerkesztőbizottsági tagja volt.

### Szervezeti tagságai és elismerései
1982-ben a Magyar Tudományos Akadémia levelező, 1998-ban rendes tagjává választották, tagja volt az MTA energetikai bizottságának. 1978-tól 1989-ig részt vett az Interkozmosz Tanács munkájában, 1985-től 1989-ig a Műszaki és Természettudományi Egyesületek Szövetségének alelnöki feladatait látta el, de tagja volt az Országos Atomenergia Bizottságnak, a Vénusz–Halley programot koordináló Nemzetközi Tudományos és Technikai Bizottságnak (ISTC), az Energia Világkonferencia (WEC) magyar nemzeti bizottságának és a KGST állandó országközi atomenergetikai kormánybizottságának is.
1964-ben reaktorfizikai kutatásai elismeréseként megkapta az Akadémiai Díj második fokozatát, 1974-ben pedig a KFKI ZR–6-os zéróreaktorának tervezésében és megépítésében szerzett érdemeikért munkaközössége élén, Gyimesi Zoltán, Szatmáry Zoltán, Turi László és Valkó János mellett vehette át az Akadémiai Díjat. 1978-ban Gyimesi Zoltánnal és Szatmáry Zoltánnal megosztva a reaktorkutatásban elért eredményeikért átvehették az Állami Díjat. 1986-ban a KFKI és a BME tudományos munkaközösségének tagjai, köztük Szabó, a Halley-üstökös megfigyelését végrehajtó Vega űrszondák műszereinek tervezéséért megosztott Állami Díjat kaptak. Emellett kitüntetettje volt a Szocialista Munkáért Érdeméremnek (1954, 1962), a Munka Érdemrend arany fokozatának (1965, 1975), a Felszabadulási Jubileumi Emlékéremnek (1970), valamint a Szocialista Magyarországért Érdemrendnek (1984).

### Főbb művei
- Five years experience with the Hungarian WWRS-Type Reactor. Budapest: MTA Központi Fizikai Kutató Intézet. 1964.   (Várkonyi L.-lel)
- Reaktorfizikai mérések. Budapest: Központi Fizikai Kutató Intézet. 1970.   (többekkel)
- Atomenergia-programunk reaktorkutatási háttere. Budapest: Akadémiai. 1985.